# Dorset márkija
A Dorset márki címet háromszor hozták létre az angol főnemességben. Először 1397-ben adományozták Somerset 1. grófjának, John Beaufortnak, de két évvel később elvesztette a címet. Másodszor 1442-ben jött létre Dorset grófja, Edmund Beaufort számára, a címet 1463-ban fiától elkobozták.
Harmadszor 1475-ben hozták létre Thomas Grey, Huntingdon 1. grófja számára, aki ezért lemondott grófi címéről. Dorset harmadik márkija, Henry Grey 1551-ben Suffolk hercege lett, de 1554-ben hazaárulás miatt megfosztották címeitől, és minden nemesi rangját elkobozták.

## Dorset márkijai, első létrehozás (1397)
Egyéb címek: Somerset grófja (1397) és Somerset márkija (1397)
- John Beaufort, Dorset 1. márkija, III. Eduárd angol király harmadik életben maradt fiának, Genti János, Lancaster 1. hercege legidősebb, törvényesített gyermeke volt. 1399-ben IV. Henrik (Bolingbroke) megfosztotta márkiai rangjától, mivel II. Richárd oldalán a lordok ellenvádlójaként lépett fel.

## Dorset márkijai, második létrehozás (1443)
- Edmund Beaufort (~1406–1455)  Somerset 2. hercege (1448)
- Henry Beaufort (1436–1464),  Somerset 3. hercege

## Dorset márkijai, harmadik létrehozás (1475)
Egyéb cím: Ferrers of Groby bárója (1299)
- Thomas Grey, Dorset 1. márkija (1451–1501) IV. Eduárd mostohafia
- Thomas Grey, Dorset 2. márkija(wd) (1477–1530), az első márki fia
- Henry Grey(wd), Dorset 3. márkija, Suffolk 1. hercege (1517–1554), a második márki legidősebb fia, 1551-ben Suffolk hercegévé nevezték ki. 1554-ben hazaárulásért elítélték, címeitől megfosztották, és minden nemesi rangja elveszett.

## Fordítás
- Ez a szócikk részben vagy egészben  a   Marquess of Dorset című angol Wikipédia-szócikk ezen változatának fordításán alapul.  Az eredeti cikk szerkesztőit annak laptörténete sorolja fel. Ez a jelzés csupán a megfogalmazás eredetét és a szerzői jogokat jelzi, nem szolgál a cikkben szereplő információk forrásmegjelöléseként.